# Ajugoideae
Ajugoideae, potporodica medićevki. Sastoji se od dvadesetak rodova, a ime dolazi po rodu ivica, Ajuga.

## Rodovi
1. Subfamilia Ajugoideae Luerss.
  1. Tribus Teucrieae Dumort.
    1. Teucrium L. (306 spp.)

  2. Tribus Oxerinae Benth.
    1. Clerodendrum L. (245 spp.); klerodendrum
    2. Oxera Labill. (23 spp.)
    3. Hosea Ridl. (1 sp.)
    4. Tetraclea A.Gray (1 sp.)

  3. Tribus Ajugeae Benth.
    1. Ajuga L. (66 spp.); ivica

  4. Tribus Monochileae Briq.
    1. Aegiphila Jacq. (132 spp.)
    2. Amasonia L.f. (7 spp.); amasonija
    3. Monochilus Fisch. & C. A. Mey. (2 spp.)
    4. Amethystea L. (1 sp.)

  5. Tribus Rotheceae C. L. Xiang, Bo Li & Olmstead
    1. Discretitheca P.D.Cantino (1 sp.)
    2. Glossocarya Wall. (10 spp.)
    3. Karomia Dop (9 spp.)
    4. Rotheca Raf. (39 spp.)
    5. Kalaharia Baill. (2 spp.)

  6. Tribus Caryopterideae Benth. & Hook.f.
    1. Caryopteris Bunge (8 spp.); kariopteris
    2. Pseudocaryopteris (Briq.) P.D.Cantino (3 spp.)
    3. Tripora P.D.Cantino (1 sp.)
    4. Schnabelia Hand.-Mazz. (5 spp.)
    5. Rubiteucris Kudô (2 spp.)
    6. Trichostema L. (27 spp.)
    7. Volkameria L. (14 spp.)
    8. Ovieda L. (8 spp.)